# Powstanie Paleja
Powstanie Paleja (ukr. Повстання Палія) – powstanie chłopów i Kozaków rejestrowych pod wodzą pułkownika Semena Paleja przeciwko Rzeczypospolitej w latach 1702–1704.
Spowodowane było likwidacją rejestrowego wojska kozackiego przez sejm w 1699 roku po zawarciu traktatu pokojowego w Karłowicach. Do listopada 1702 ogarnęło województwo kijowskie, bracławskie, część Wołynia i Podola. Powstańcy kozaccy opanowali Białą Cerkiew, Berdyczów i Niemirów. W celu stłumienia powstania skierowano na Ukrainę znaczne siły pod wodzą hetmana wielkiego koronnego Adama Mikołaja Sieniawskiego. Kozacy zostali pobici pod Berdyczowem, Niemirowem, a w lutym 1703 pod Werbiczami. Resztki wojsk kozackich zamknęły się wraz z Semenem Palejem w Białej Cerkwi. W wyniku interwencji cara Piotra I wojska koronne wstrzymały likwidację ostatnich ośrodków kozackiego oporu. W lipcu 1704 Palej został aresztowany przez Iwana Mazepę, przez rok więziony w twierdzy w stolicy Hetmanatu Baturynie, na żądanie Piotra I wydany i wywieziony do Rosji, zesłany do Tobolska. Wziętym do niewoli chłopom, których było około 70 000, obcięto lewe ucho, chcąc ich oznaczyć w ten sposób jako nieposłusznych i skłonnych do buntu. Nie zostali ukarani śmiercią z powodu braku siły roboczej na Ukrainie. Śmierć ponieśli jedynie przywódcy powstania.
Ukraina Prawobrzeżna została zajęta do 1713 przez wojska rosyjskie, a wystąpienia kozacko-chłopskie zostały stłumione ostatecznie przez wojska koronne w roku 1714.